# Elecciones generales de Serbia de 1997
El 21 de septiembre de 1997 se celebraron elecciones generales en la República de Serbia para elegir al Presidente y a la Asamblea Nacional. Sin que ningún candidato presidencial haya obtenido más del 50% de los votos en la primera vuelta, se celebró una segunda vuelta el 5 de octubre. Con un programa basada en el nacionalismo serbio y en las reformas económicas neoliberales, Vojislav Šešelj del Partido Radical Serbio (SRS) recibió la mayor cantidad de votos. Sin embargo, la participación de votantes fue solo del 48.97%, por debajo del 50% requerido por la ley. Como resultado, las elecciones fueron anuladas y se programaron nuevas para diciembre.
En las elecciones para la Asamblea Nacional, la Coalición de Izquierda del Partido Socialista de Serbia (SPS)-Izquierda Yugoslava (JUL)-Nueva Democracia (NS) emergió como la facción más grande en la Asamblea, ganando 110 de los 250 escaños.
Las elecciones fueron boicoteadas por varios partidos, incluido el Partido Demócrata (DS) y Partido Democrático (DSS) y la Alianza Cívica (GSS), que afirmaron que las elecciones no se celebrarían en condiciones justas. La mayoría de los albanokosovares también boicotearon las elecciones.

## Resultados

### Presidente (anulada)
| Candidato                          | Partido                            | Primera vuelta | Primera vuelta | Segunda vuelta | Segunda vuelta |
| Candidato                          | Partido                            | Votos          | %              | Votos          | %              |
| ---------------------------------- | ---------------------------------- | -------------- | -------------- | -------------- | -------------- |
| Zoran Lilić                        | Coalición de Izquierda             | 1,474,924      | 37.70          | 1,691,354      | 47.90          |
| Vojislav Šešelj                    | Partido Radical Serbio             | 1,126,940      | 27.28          | 1,733,859      | 49.10          |
| Vuk Drašković                      | Movimiento de Renovación Serbio    | 852,800        | 20.64          |                |                |
| Mile Isakov                        | Coalición de Voivodina             | 111,166        | 2.43           |                |                |
| Vuk Obradović                      | Partido Socialdemócrata            | 100,523        | 2.43           |                |                |
| Nebojša Čović                      | Acción Democrática                 | 93,133         | 2.23           |                |                |
| Sulejman Ugljanin                  | Lista por Sandžak                  | 68,446         | 1.66           |                |                |
| Milan Paroški                      |                                    | 27,100         | 0.66           |                |                |
| Miodrag Vidojković                 |                                    | 14,105         | 0.34           |                |                |
| Predrag Vuletić                    |                                    | 11,463         | 0.27           |                |                |
| Dragan Djordević                   |                                    | 10,864         | 0.26           |                |                |
| Milan Mladenović                   |                                    | 10,112         | 0.24           |                |                |
| Djordje Drlajcić                   |                                    | 9,430          | 0.22           |                |                |
| Branko Cicić                       |                                    | 7,097          | 0.17           |                |                |
| Gvozden Sakić                      |                                    | 3,293          | 0.06           |                |                |
| Votos nulos/en blanco              | Votos nulos/en blanco              | 155,860        | –              | 104,223        | –              |
| Total                              | Total                              | 3,921,396      | 100            | 3,529,436      | 100            |
| Votantes registrados/participación | Votantes registrados/participación | 7,188,544      | 57.47          | 7,188,544      | 48.97          |
| Fuente: Bugajski, Balkan Insight   |                                    |                |                |                |                |

### Asamblea Nacional
| Partido                                  | # de votos | %    | Escaños | +/-   |
| ---------------------------------------- | ---------- | ---- | ------- | ----- |
| Partido Socialista de Serbia (SPS)       | 1.418.036  | 34.2 | 110     | -19   |
| Partido Radical Serbio (SRS)             | 1.162.216  | 28,1 | 82      | +43   |
| Movimiento de Renovación Serbio (SPO)    | 793.988    | 19,1 | 45      | +8    |
| Coalición de Voivodina                   | 112.589    | 2,72 | 4       | -1    |
| Acción Democrática                       | 60.855     | 1,47 | 1       | Nuevo |
| Unión de los Húngaros de Voivodina (SVM) | 50.960     | 1,23 | 4       | Nuevo |
| Liga por Sandžak                         | 49.486     | 1,20 | 3       | Nuevo |
| DKPB                                     | 14.179     | 0,34 | 1       | Nuevo |
| Otros                                    | 312.470    | 7,86 | -       | 0     |
| Inválidos                                | 164.307    | 3,96 | -       | 0     |
| Total                                    | 4.139.080  | 57,4 | 250     |       |

Obtenidos de B92.